# 近江蕉門
近江蕉門（おうみしょうもん）は、近江における松尾芭蕉の門人グループ。膳所藩士の菅沼曲水や彦根藩士の濱田洒堂（珍碩）など武士階級を初め僧侶、商人、医師、農民まで幅広く人が集った。湖南蕉門ともいい、曲水系と尚白系との2系統ある。

## 門人
- 天野桃隣 - 芭蕉の縁者で蕉門十哲の一人、36俳仙。芭蕉没後「奥の細道」を辿る。”寒からぬ露や牡丹の花の蜜”（芭蕉）
- 江左尚白 - 貞享2年（1685年）入門、初期近江蕉門の一人、36俳仙。大津枡屋町の医師。
- 三上千那 - 貞享2年（1685年）入門、初期近江蕉門の一人、36俳仙。浄土真宗本願寺派の堅田本福寺住職。
- 僧青亜 - 貞享2年（1685年）入門、初期近江蕉門の一人。大津の僧侶、名は玄甫。
- 八十村路通 - 貞享2年（1685年）入門、初期近江蕉門の一人。素行悪く茶入れ事件などから勘気を蒙むり、後許される。
- 菅沼曲水 - 膳所藩の重役、36俳仙。小庵・幻住庵を提供するなど膳所における師の経済面を支援した。
- 高橋怒誰 - 菅沼曲水の実弟。
- 河合智月 - 貞享5年（1688年）入門、36俳仙。乙州の母、大津滞在中の芭蕉の世話をした。
- 河合乙州 - 36俳仙。「梅若菜丸子の宿のとろろ汁」の名句は芭蕉が彼のために詠んだ句とされる。「笈の小文」を編集する。
- 水田正秀 - 元禄元年（1688年）、36俳仙。膳所藩士、菅沼曲翠の伯父。義仲寺での芭蕉のサポーター。
- 濱田洒堂（珍夕、珍碩）- 元禄2年（1689年）頃入門、36俳仙。
- 濱田貞春 - 酒堂の母。
- 磯田昌房 - 元禄2年（1689年）入門、膳所の門人。通称茶屋与次兵衛。
- 河野李由 - 元禄4年（1691年）入門、36俳仙。彦根平田の浄土真宗本願寺派明照寺 (彦根市)住職。
- 森川許六 - 元禄4年（1691年）入門、蕉門十哲の一人、36俳仙。狩野派の画技にも通じる。彦根藩士。
- 直江木導 - 元禄6年～7年（1693年～1694年）頃入門、彦根藩士。
- 荘右衛門 - 粟津の農民。竜が丘 山姿亭の主。
- 及肩 - 膳所「ひさご」連衆の一人。
- 望月木節 - 是好の医号を持つ大津の医者、36俳仙。芭蕉の最期を大坂で看取った。
- 和田虚水 - 膳所藩士。
- 吉田支幽 - 膳所藩士。後に仏門に入る。
- 探子 - 膳所の門人。
- 竹下東順 - 榎本東順とも。榎本其角の父。膳所藩侍医。

芭蕉は「奥の細道」の翌年初めて近江膳所を訪問し、晩年頻繁に訪れ終の棲家に選んだ。近江の人々のことも門人を通じ愛した。
また彼は生涯980句を残したとされるが、そのうち近江湖南では約1割にあたる89句、奥の細道では52句を残している。更に門人36俳仙といわれるなか近江の門人は12名、江戸5名、尾張美濃で各4名、故郷伊賀3名でもっとも近江の門人が多かった。彼らと過す中詠んだとされるのが「行く春を 近江の人と 惜しみける」という句である。